# Dawid Tomala
Dawid Tomala (Tychy, 27 de agosto de 1989) es un deportista polaco que compite en atletismo, especialista en la disciplina de marcha.
Participó en dos Juegos Olímpicos de Verano, en los años 2012 y 2020, obteniendo una medalla de oro en Tokio 2020, en la prueba de 50 km.

## Palmarés internacional
| Juegos Olímpicos | Juegos Olímpicos | Juegos Olímpicos | Juegos Olímpicos |
| Año              | Lugar            | Medalla          | Prueba           |
| ---------------- | ---------------- | ---------------- | ---------------- |
| 2020             | Tokio (Japón)    | Medalla de oro   | 50 km marcha     |

## Resultados
| Año  | Competición               | Sede                     | Puesto | Prueba        | Marca    |
| ---- | ------------------------- | ------------------------ | ------ | ------------- | -------- |
| 2008 | Campeonato Mundial Sub-20 | Bydgoszcz, Polonia       | 8.°    | 10 000 m      | 42:33,60 |
| 2009 | Copa de Europa de Marcha  | Metz, Francia            | 16.°   | 20 km         | 1:30:56  |
| 2009 | Copa de Europa de Marcha  | Metz, Francia            | 3.°    | 20 km equipos | 40 pts   |
| 2009 | Campeonato Europeo Sub‑23 | Kaunas, Lituania         | 7.°    | 20 km         | 1:25:26  |
| 2010 | Copa Mundial de Marcha    | Chihuahua, México        | 36.°   | 20 km         | 1:29:21  |
| 2010 | Campeonato Europeo        | Barcelona, España        | 19.°   | 20 km         | 1:25:50  |
| 2011 | Campeonato Europeo Sub-23 | Ostrava, República Checa | 1.°    | 20 km         | 1:24:21  |
| 2012 | Copa Mundial de Marcha    | Saransk, Rusia           | —      | 20 km         | Abandonó |
| 2012 | Juegos Olímpicos          | Londres, Reino Unido     | 19.°   | 20 km         | 1:21:55  |
| 2013 | Copa Europea de Marcha    | Dudince, Eslovaquia      | —      | 20 km         | Abandonó |
| 2013 | Campeonato Mundial        | Moscú, Rusia             | —      | 20 km         | Abandonó |
| 2021 | Juegos Olímpicos          | Tokio, Japón             | 1.°    | 50 km         | 3:50:08  |